# The Daughter (film 2015)
The Daughter è un film del 2015 scritto e diretto da Simon Stone.

## Trama
Dopo un'assenza di quindici anni, Christian torna a casa, nel rurale New South Wales, per il matrimonio di suo padre, Henry il ricco proprietario del mulino locale che è stato il fondamento economico della comunità per generazioni. Christian fa nuovamente conoscenza con il suo vecchio amico Oliver e si ritrova attratto dalla famiglia di Oliver, che comprende la moglie Charlotte, la figlia Hedvig e il suocero Walter. Quando Henry annuncia l'imminente chiusura del mulino, la comunità viene scossa da un terremoto, in particolare la famiglia di Oliver, e le successive crepe svelano amari segreti.

## Premi
- 2016 - AACTA Awards[1]
  - Miglior attrice a Odessa Young
  - Miglior attrice non protagonista a Miranda Otto
  - Miglior sceneggiatura non originale a Simon Stone